# ブラック・ダック・ブルック・アンド・ウィンターハウス

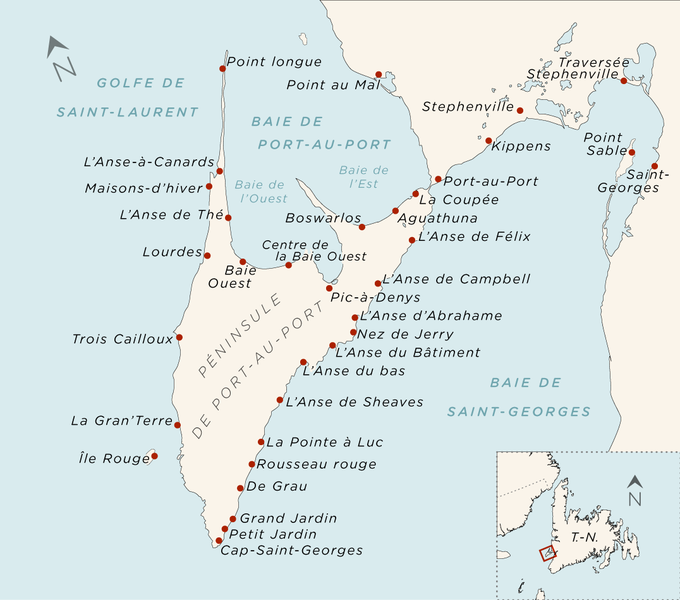
半島の北西部にランス＝オー＝カナールとメゾン＝ディヴェールがある

ブラック・ダック・ブルック・アンド・ウィンターハウス （Black Duck Brook and Winterhouse）は、カナダ、ニューファンドランド・ラブラドール州の指定地域（en、カナダ統計局が国勢調査用に指定した地域）。ブラック・ダック・ブルックとウィンターハウスという、ニューファンドランド島ポート・オー・ポート半島にある、合併していない2か所の漁業集落で構成される。2006年のカナダ国勢調査において、人口は57人であった。2つのコミュニティーはフランコ＝テルヌヴィアンの歴史と密接に結びついており、フランス語での地名はランス＝オー＝カナール＝メゾン＝ディヴェール（L'Anse-aux-Canards–Maisons-d'Hiver）である。

## 由来
Black DuckおよびL'Anse-aux-Canardsとは、アメリカガモを指している。公式にバイリンガル地区となっているこの半島に多く暮らす、フランコ＝テルヌヴィアンたちのフランス語コミュニティーからその名を借用している。

## 地理
指定地域は、セントローレンス湾とポート・オー・ポート湾に沿った、ポート・オー・ポート半島北部にある。

## 歴史
半島には数か所の英語話者の村があり、州内最大のアカディア人コミュニティーやフランス語話者コミュニティーがある。事実上、ニューファンドランド島内にあるフランス語話者発祥の地であり、数世代にわたってアカディア人やフランス人の子孫が暮らす、州のフランコ＝テルヌヴィアンが人口の多くを占める唯一の土地である。アカディア人のコミュニティーはポート・オー・ポート半島のいくつかの村に分布している。1971年以降、半島は島唯一のバイリンガル地区とみなされている。
ニューファンドランド西海岸にフランス語話者が暮らすようになったのは、19世紀初頭の数十年にさかのぼる。ポート・オー・ポート半島はコート・フランセーズ・ド・テール＝ヌーヴの一部で、頻繁にサンマロからやってくる、それも季節労働する漁民に対して開かれていた。フランス人漁民が恒久的に生活基盤を置くための建物を建設することは、イギリスによって半島から追放される危険にさらされるため、禁止されていた。1904年、フランス側はニューファンドランド島に対する権利放棄を行った。島に残留した漁民たちは、ランス＝オ＝カナール、メゾン＝ディヴェール、グラン・テール、カップ・サン・ジョルジュなどのコミュニティーをつくった.。
1820年代から1850年代、ケープブレトン島とマドレーヌ諸島出身のアカディア人移民の波がコドロイ渓谷に最初に定住し、その後セント・ジョージ湾、最終的には、既にコミュニティーをつくっていたフランス人漁民のおかげで半島に定着した。

## 参照
1. ↑  Population and dwelling counts, for Canada, provinces and territories, and designated places, 2006 and 2001: Newfoundland and Labrador.
2. 1 2  Hamilton, William Baillie (1996). Place names of Atlantic Canada (英語). Toronto: University of Toronto Press. p. 166. ISBN 0-8020-7570-3。
3. ↑  "Port-au-Port Peninsula". Newfoundland and Labrador Heritage.
4. ↑  "Péninsule de Port-au-Port". Portail des francophones de Terre-Neuve-et-Labrador. 2011年1月21日閲覧。
5. ↑  "L'Ouest". Tourisme Terre-Neuve-et-Labrador. 2014年9月30日閲覧。
6. ↑  Péninsule de Port-Au-Port, Terre-Neuve-et-Labrador
7. ↑  La communauté francophone de terre-Neuve et du Labrador - Les ancêtres des francophones de terre-Neuve et du Labrador
8. ↑  Grand dévoilement sur la péninsule de Port au Port: Terre-Neuve-et-Labrador a maintenant son monument de l'Odyssée acadienne « Copie archivée » (version du 13 5月 2016 sur l'Internet Archive)

座標: 北緯48度41分42秒 西経58度54分44秒 / 北緯48.6951度 西経58.9122度